# Powłoka ciała
Powłoka ciała, pokrycie ciała – zewnętrzna warstwa ciała zwierząt (wielokomórkowych Metazoa oraz jednokomórkowych protistów zwierzęcych) stanowiąca jego osłonę odgraniczającą od otoczenia. Pełni funkcję ochronną, umożliwia utrzymanie homeostazy. Powłoki ciała poszczególnych linii ewolucyjnych zwierząt nie są ze sobą homologiczne, różnią się budową i składem chemicznym.
Pokrycie ciała jednokomórkowców stanowi pellikula, a zwierząt bezkręgowych – pinakoderma, oskórek (kutikula) lub egzoszkielet. U kręgowców jest to powłoka wspólna (integumentum commune).